# Palata Bujović
Palata Bujović je palata peraškog bratstva (kazade) Bujović.
Nalazi se na samom ulazu u Perastu iz smjera Risna. Smatra se najljepšom baroknom palatom u Boki kotorskoj. Palatu su u znak zahvalnosti za junaštvo u ratu protiv Osmanlija (1684-1699) mletačke vlasti podignule gradskom kapetanu Vicku Bujoviću. O zahvalnosti Mlečana svjedoči i nekoliko natpisa na latinskom jeziku koji se nalaze na fasadi. Građevinu je pred kraj XVII st. podignuo mletački arhitekt Giovanni Battista Fonte. Iako je riječ o baroknoj građevini, u njezinoj su osnovi renesansna obilježja: pet arkada monumentalnog trijema i smiren sklad pet balkona. Barokna su obilježja izraženija u širokoj plastici spomenutih arkada, u balustradama i dekorativnim pojedinostima. Danas se u njoj nalazi Muzej grada Perasta. Zgrada je skladna, trijem monumentalan i spada u jedne od najljepših baroknih palata u Dalmaciji.
Fonta je nacrte za palatu napravio 1693. godine, a palata je sagrađena 1694. godine. Na palati se nalazi više natpisa s imenima braće i grb bratstva Stojšića, koji je istodobno bio grb porodice Bujovića. Fontino ime nalazi se u latinskom zapisu na spoljašnjem zidu. Mletačka Republika darovala je palatu pomorcu i ratniku Vicku Bujoviću. Na zadnjem je dijelu palate za potrebe muzeja grada Perasta dozidan aneks.

## Galerija
- Palata s istoka
- Palata sa zapada
- Balkon, pogled ka zapadu
- Natpis na balkonu
- Unutrašnjost palate
- Unutrašnjost s pogledom na balkon

## Spoljašnje veze
- Muzej grada Perasta Архивирано на веб-сајту  (23. јун 2015) O palati: Palata Bujović

42° 29′ 16.8″ N 18° 41′ 44.34″ E / 42.488000° С; 18.6956500° И Координате: Пронађени додатни неочекивани параметри